# خانه خردمند غربی
خانه خردمند غربی مربوط به دوره پهلوی اول است و در شیراز، خیابان انوری، کوچه ساندویچ ۱۱۰ واقع شده و این اثر در تاریخ ۱۰ خرداد ۱۳۸۲ با شمارهٔ ثبت ۹۰۱۲ به‌عنوان یکی از آثار ملی ایران به ثبت رسیده است.